# Orfeo desolatus
Orfeo desolatus är en spindelart som först beskrevs av Eugen von Keyserling 1886.  Orfeo desolatus ingår i släktet Orfeo och familjen täckvävarspindlar. Inga underarter finns listade i Catalogue of Life.